# Sielsowiet markowski (obwód kurski)
Sielsowiet markowski (ros. Марковский сельсовет) – jednostka administracyjna (osiedle wiejskie) wchodząca w skład rejonu głuszkowskiego w оbwodzie kurskim w Rosji.
Centrum administracyjnym sielsowietu jest wieś (ros. село, trb. sieło) Dronowka.

## Geografia
Powierzchnia sielsowietu wynosi 140,96 km².

## Historia
Status i granice sielsowietu zostały określone ustawami z 2004 i z 2010 roku.

## Demografia
W 2017 roku sielsowiet zamieszkiwało 911 mieszkańców.

## Miejscowości
W skład sielsowietu wchodzą miejscowości: Dronowka, Kabanowka, Kołodieży, Markowo, Nieoniłowka, Samarka, Urusy, Chodiejkowo.